# Christiane Rosenkrantz
Christiane Rosenkrantz (10. februar 1879 på Borupgård – 28. juni 1960 på Rosenholm Slot) var en dansk lensbaronesse og slotsejer.
Hun var datter af lensgreve Bendt Wedell-Wedellsborg til grevskabet Wedellsborg og hustru Maria Elisabeth, født komtesse Knuth.
Som 20-årig blev komtesse Christiane Wedell gift med lensbaron Hans Carl Oluf Rosenkrantz til Stamhuset Rosenholm. Det unge par flyttede ind på det gamle slot, som blev istandsat. Der blev ført stort hus på den gamle slægtsgård. Man tilstræbte at leve som den engelske landadel. I 1917 valgte ægtefællerne at blive separeret, og en skilsmisse fulgte 1920. Christiane Rosenkrantz skulle da finde et nyt hjem. Det blev den fynske herregård Frederiksgave (Hagenskov), som en af hendes slægtninge i 1800-tallet havde gjort til en familiestiftelse.
I 1936 døde eksmanden Hans Carl Oluf Rosenkrantz. Arveforholdene på Rosenholm var vanskelige. Dette kombineret med krisetiderne i landbruget gjorde, at Rosenholm efter 377 år i Rosenkrantz-slægtens eje nu skulle sælges. Her blev Christiane Rosenkrantz den frelsende engel. For egne midler købte hun slottet med parken samt lidt skov og eng for at sikre det for sin yngste søn Holger. Hermed var et af Danmarks værdifulde monumenter over dansk adelskultur blevet sikret for eftertiden.
Christiane Rosenkrantz valgte at fraflytte Frederiksgave og flyttede ind i en lejlighed i Vestfløjen på Rosenholm. Her boede hun til sin død 1960.
Begravet på Hornslet Kirkegård.